# Statuia lui Alexandru Ioan Cuza din Iași
Statuia lui Alexandru Ioan Cuza din Iași este un monument de bronz realizat de sculptorul italian Raffaello Romanelli (1856-1928) și închinat primului domnitor al Principatelor Române Unite, Alexandru Ioan Cuza (1859-1866). 
Statuia a fost amplasată în piața centrală a orașului Iași, denumită simbolic Piața Unirii, locul unde s-a jucat pentru prima dată Hora Unirii în anul 1859, înainte chiar ca numele colonelului Cuza să fie câștigător în alegeri, în mod unanim, la Iași și la București.
Statuia lui Alexandru Ioan Cuza a fost inclusă în Lista monumentelor istorice din județul Iași elaborată în anul 2004 de către Institutul Național al Monumentelor Istorice, fiindu-i atribuit codul  IS-III-m-B-04320. 

## Istoric

### Inițiative
Ideea ridicării la Iași a unui monument în cinstea lui Cuza Vodă a fost vehiculată încă din 1873. După moartea fostului domnitor la 15 mai 1873, un grup de tineri studenți a avut inițiativa realizării unei subscrieri pentru realizarea unui monument al domnitorului. Această inițiativă a fost menționată în „Curierul de Iași” nr. 62 din 1 iunie 1873: „Aflăm că junimea studioasă a luat inițiativa unei sub-scrieri (sic!) pentru ridicarea unui monument întru amintirea prințului Alexandru Ioan Cuza...”. 
Inițiativa a fost reluată de boierul Grigore Ghica-Deleni, urmaș al unei mari familii boierești cu moșii prin zona Hârlăului, clasă ce nu avusese temeiu - după cum mărturisește A.D. Xenopol - de a fi mulțumită de domnia acestuia. Acesta citise lucrarea Domnia lui Cuza Vodă (1902) a istoricului A.D. Xenopol, după cum reiese din scrisoarea boierului către Xenopol, scrisă la începutul secolului al XIX-lea. 
În anul 1904, s-a format un comitet de inițiativă alcătuit din: Dimitrie Greceanu, Nicolae Iorga, Petru Poni, A.D. Holban, N. Cananău, G. D. Șerban și alții, sub președinția lui Grigore Ghica-Deleni. Acesta îi adresează o scrisoare deschisă lui Xenopol invitându-l să sprijine ridicarea monumentului. Inițiatorii subscripției doreau ca monumentul să fie inaugurat în anul 1909, când se împlinea o jumătate de secol de la „Unirea cea Mică” (24 ianuarie 1859).
Totuși, după cum scria A.D. Xenopol în Istoria ideilor mele, „subscripția mergea foarte slab, deoarece era combătută de guvernul liberal, sub D. Sturdza, cel mai mare dușman al lui Cuza Vodă”. Dimitrie A. Sturdza fusese anterior secretar particular al domnitorului, devenind apoi membru al grupului liberal condus de Ion C. Brătianu. Nici apelul făcut de către Grigore Ghica-Deleni pe lângă rege nu a avut succes, acesta sfătuindu-l să nu mai ceară bani de la stat pentru statuie și să facă o donație privată.
Succedarea la putere a guvernului conservator nu a fost de mai bun augur pentru realizarea statuii, guvernul dispunând suspendarea subscrierii. „Se înredăcinase în gândul publicului că ridicarea unui monument întemeietorului României moderne era rău văzută de curte și palat”, scria Xenopol. Astfel, în timp de 6 ani de subscrieri, s-au adunat abia 70.000 de lei. În plus, guvernul a încercat să contracareze inițiativa realizării statuii lui Cuza Vodă prin alocarea sumei de 300.000 lei pentru realizarea la Iași a unui monument al Unirii din 1859, care să nu cuprindă figura lui Alexandru Ioan Cuza.
Statuia lui Cuza Vodă a fost contractată cu sculptorul italian Raffaello Romanelli (1856-1928). După cum povestește Xenopol, „norocul vru ca sculptorul italian, căruia comitetul se adresase pentru a executa statuia, să fie artist tot atât de mare, pe cât de desinteresat. El primi a executa monumentul pentru un preț care depășea cu puțin suma adunată”. Romanelli era un sculptor agreat de Curtea Regală a României, el executând înainte și bustul regelui Carol I de la Castelul Pelișor. 
Pentru realizarea monumentului, Romanelli s-a documentat, citind cărți ale unor istorici români și străini. „Pentru monumentul național care va fi ridicat la Iași mă documentez mereu, considerându-l una din acele lucrări de care un artist își leagă numele pentru posteritate”, a scris el.
Autoritățile au continuat să pună piedici în calea realizării monumentului, refuzând să permită amplasarea statuii în Piața Unirii și oferind piațeta din fața actualului Hotel Continental. Profesorii ieșeni Nicolae Iorga, A.D. Xenopol și A.C. Cuza au mobilizat tineretul universitar, provocând la 14 septembrie 1910 o manifestație de protest a cetățenilor Iașului și a studențimii ieșene în care s-a cerut hotărât amplasarea statuii lui Cuza în fața hanului Petrea Bacalu, unde, pentru prima dată, s-a jucat „Hora Unirii". 
În cele din urmă, cu prilejul audienței din anul 1910 a lui A.D. Xenopol la regele Carol I, soția lui A.D. Xenopol a reușit să-l înduplece pe monarh să subscrie și el pentru construirea monumentului cu suma de 20.000 de lei „spre marele necaz al partidului liberal”. Într-un articol din Opinia din 24 septembrie 1910 se relatează că: „... Augustul nostru suveran a binevoit sã subscrie cu zece mii de lei pentru monumentul marelui său predecesor, spulberând astfel toate zvonurile cã ar fi contra comemorării în bronz a marelui Domnitor ...”.  Astfel, autoritățile locale au acceptat amplasarea statuii în Piața Unirii. 

### Dezvelirea monumentului

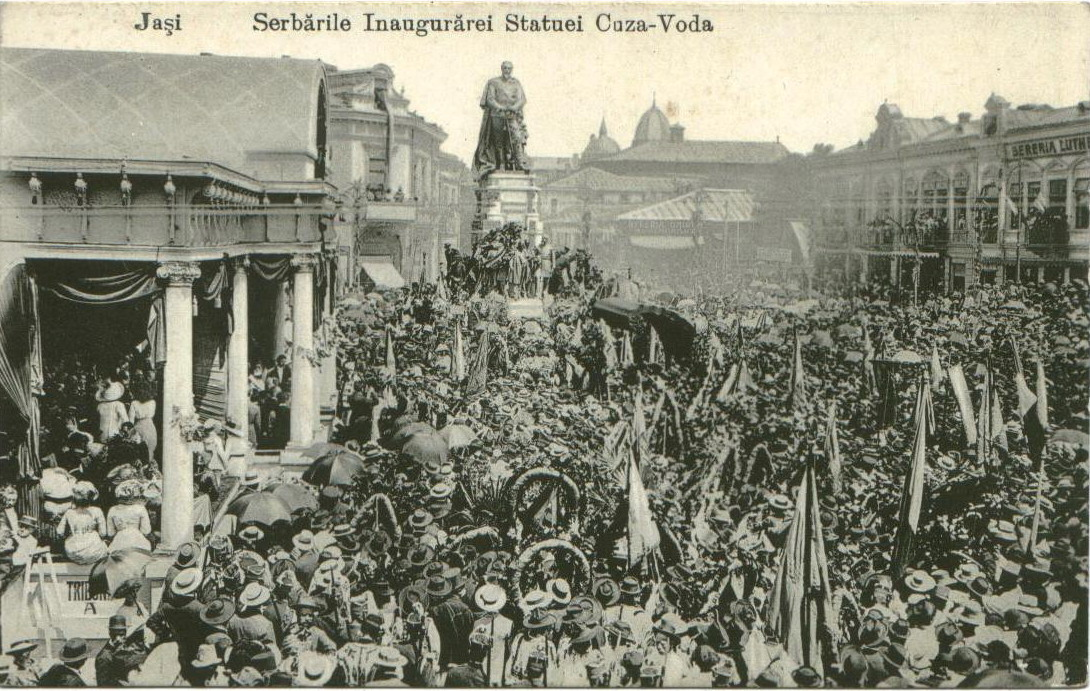
Serbările inaugurării statuii lui Alexandru Ioan Cuza din Iași. Ilustrată de epocă.

Statuia lui Alexandru Ioan Cuza a fost dezvelită la data de 27 mai 1912 în prezența regelui Carol I, a principilor Ferdinand și Carol. Regele Carol I a rostit cu acest prilej următoarele cuvinte: „Primul rege al României își îndeplinește o sfântă datorie către primul Domnitor al țărilor surori unite, aducând în fața acestui monument prinosul de cinstire ce se cuvine memoriei lui Cuza Vodă, care vă rămâne de-a pururi nestinsă în amintirea poporului”. 
Statuia a fost amplasată în Piața Unirii din Iași. În ziua dezvelirii au participat o mulțime de locuitori, mulți în costume naționale, s-au pavoazat clădirile din jur cu steaguri și covoare populare, s-au ținut discursuri înflăcărate de către mai mulți istorici ai neamului românesc precum Xenopol și Iorga. În numele sătenilor a vorbit Dumitru Solomon.
În Evenimentul din 14 iunie 1912, poeții George Topârceanu și Mihai Codreanu au publicat versuri ocazionale sub titlul Odă la statuie, versuri adresate regelui Carol I, venit în Iași pentru a participa la inaugurarea statuii „domnitorului țăranilor” realizată de către sculptorul Raffaello Romanelli. 
„Sire, Altețe Regale,
Va sta în cartea vremii, cu aurite slove,
Ca Voi, prezentul falnic și mândru viitor,
Venit-ați în cetatea cucernicei Moldove
Să salutați p-al țării întâiul Domnitor...”
Finalul poemului se adresa lui Cuza Vodă:
„(...) Mulți voievozi purta-vor cununa asta încă,
Dar Tu, pe soclul vremii, întâiul strălucești,
Căci Tu ai dus întâiul, pe umăru-Ți de stâncă
Zidirea întregistă a Țării Românești!”

## Descrierea monumentului
Statuia lui Alexandru Ioan Cuza este reprezentată în mărime supranaturală, fiind așezată pe un soclu și un piedestal de piatră albă de granit de Italia, având împreună 6,5 metri înălțime. Statuia este realizată din bronz și are o înălțime de 3,5 metri. Domnitorul este înfățișat în celebra sa uniformă de ofițer și învăluit de mantia princiară. O replică a statuii se află în Piața Unirii din Craiova.
În grupul statuar de la baza soclului sunt reprezentați în mărime naturală de către același sculptor: Mihail Kogălniceanu, Costache Negri, Nicolae Kretzulescu și generalul Ioan Emanuel Florescu.
La baza soclului, pe toate cele patru laturi, sunt amplasate coroane de bronz în interiorul cărora se află câte o placă cu o dată istorică:
- pe latura din față - 5/24 januare 1859 - alegerea ca domnitor a lui Cuza în Moldova și în Țara Românească
- pe latura din dreapta - 17 decemvrie 1863 - Cuza promulgă "Legea secularizării averilor mânăstirești"; în urma aplicarii ei, 25% din teritoriul țării devenea patrimoniul statului
- pe latura din spate - 2 mai 1864 - Cuza dizolvă dizolvă Adunarea Legiuitoare și promulgă o nouă constituție, care întărea puterea domnului în detrimentul legislativului și o nouă lege electorală care sporea considerabil numărul alegătorilor
- pe latura din stânga - 11 fevruarie 1866 - detronarea lui Cuza

În partea superioară a spatelui soclului se află un altorelief de bronz în formă de hrisov pe care sunt nscrise meritele lui Cuza. Peste hrisov se află stema Principatelor Române, realizată tot din bronz.
Statuia a fost consolidată între anii 2006-2007 în cadrul reconstrucției întregului spațiu al Pieței Unirii. S-a realizat consolidarea soclului și a statuii lui Cuza, pentru care s-a folosit un granit special, inexistent pe piața românească și care a fost procurat de la o carieră din Ucraina. 
În prezent, statuia lui Cuza din Piața Unirii este locul unde se depun coroane de flori la toate marile sărbători naționale, precum și locul de întâlnire al ieșenilor cu ocazia marilor evenimente cu specific local.

## Imagini

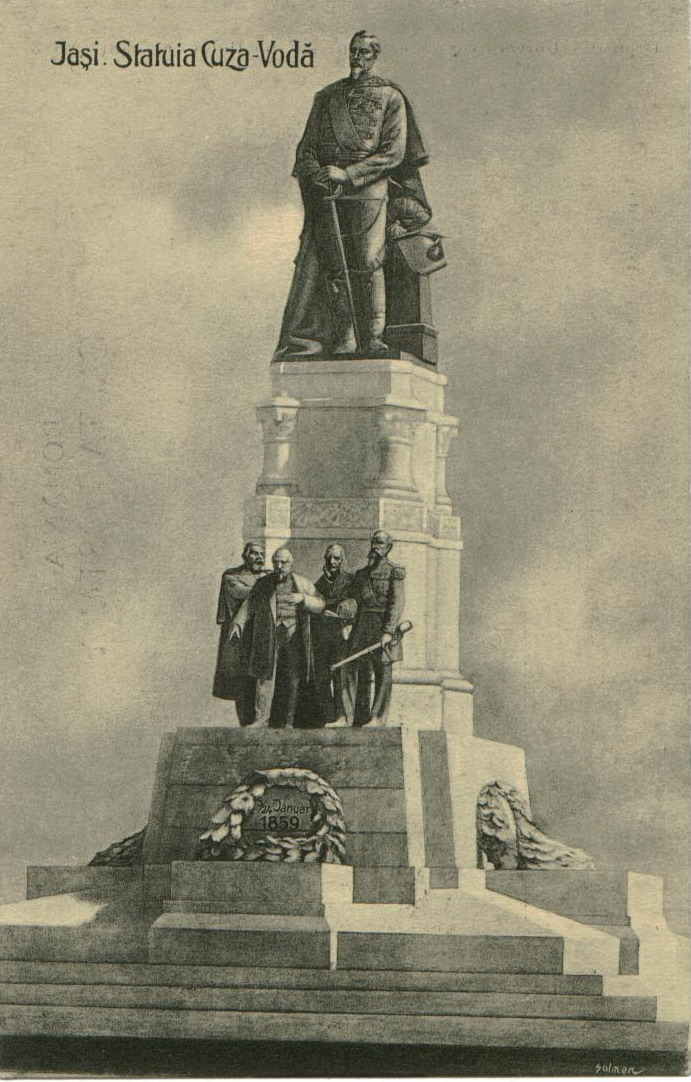
Statuia lui Alexandru Ioan Cuza din Iaşi
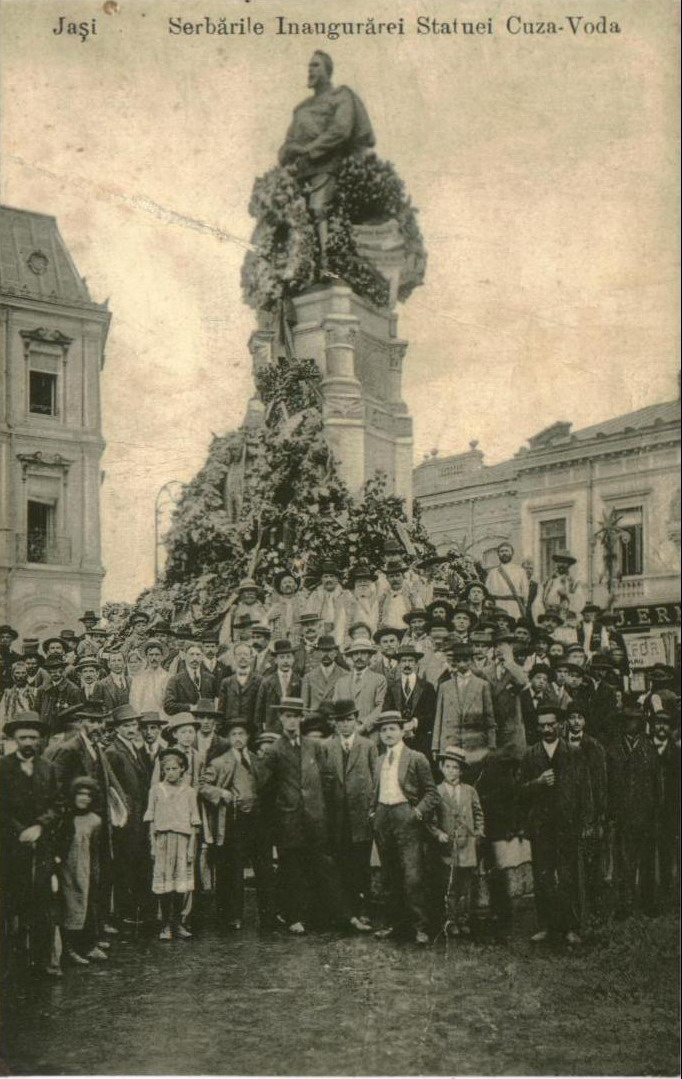
Serbările inaugurării statuii
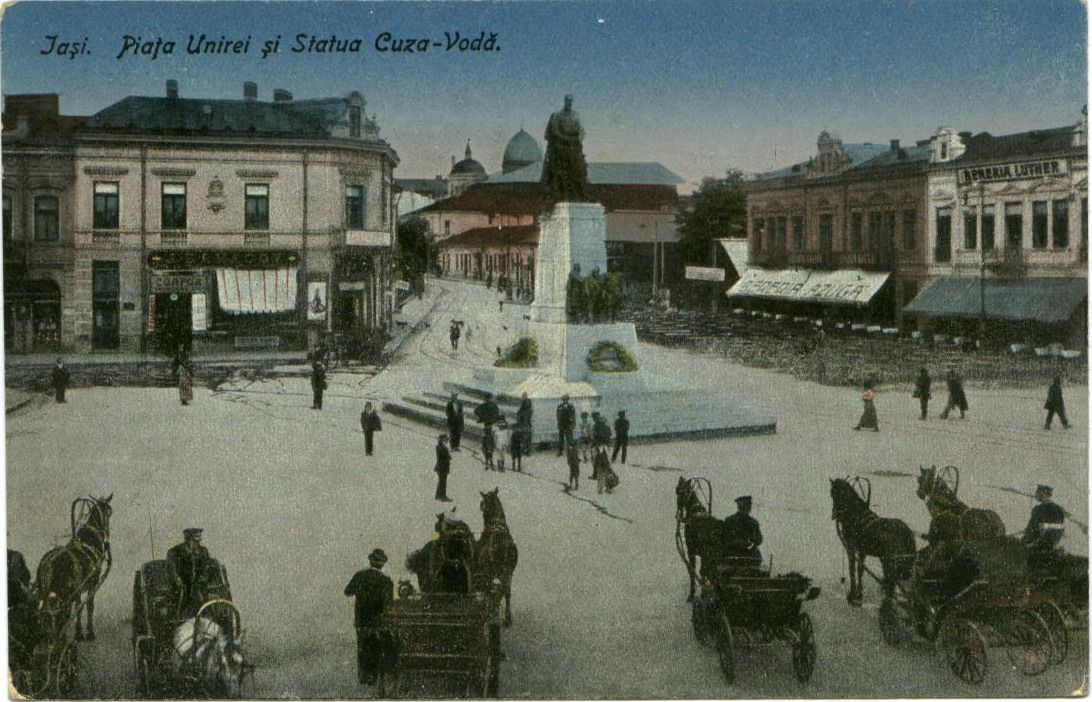
Ilustrată de epocă
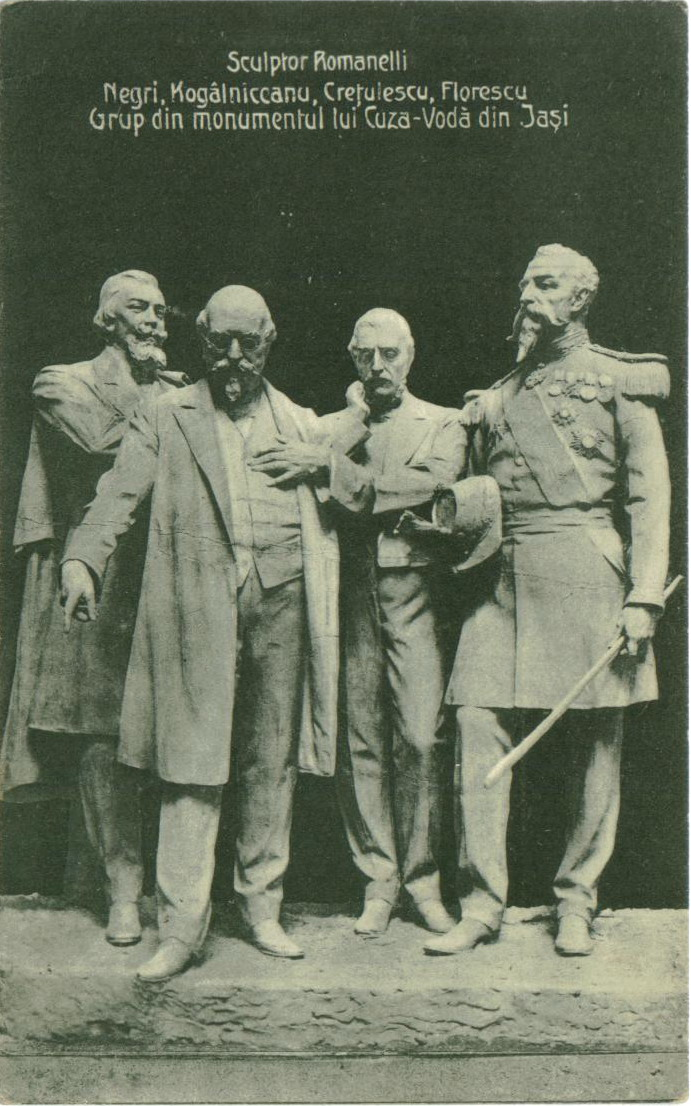
Statuile de la baza soclului
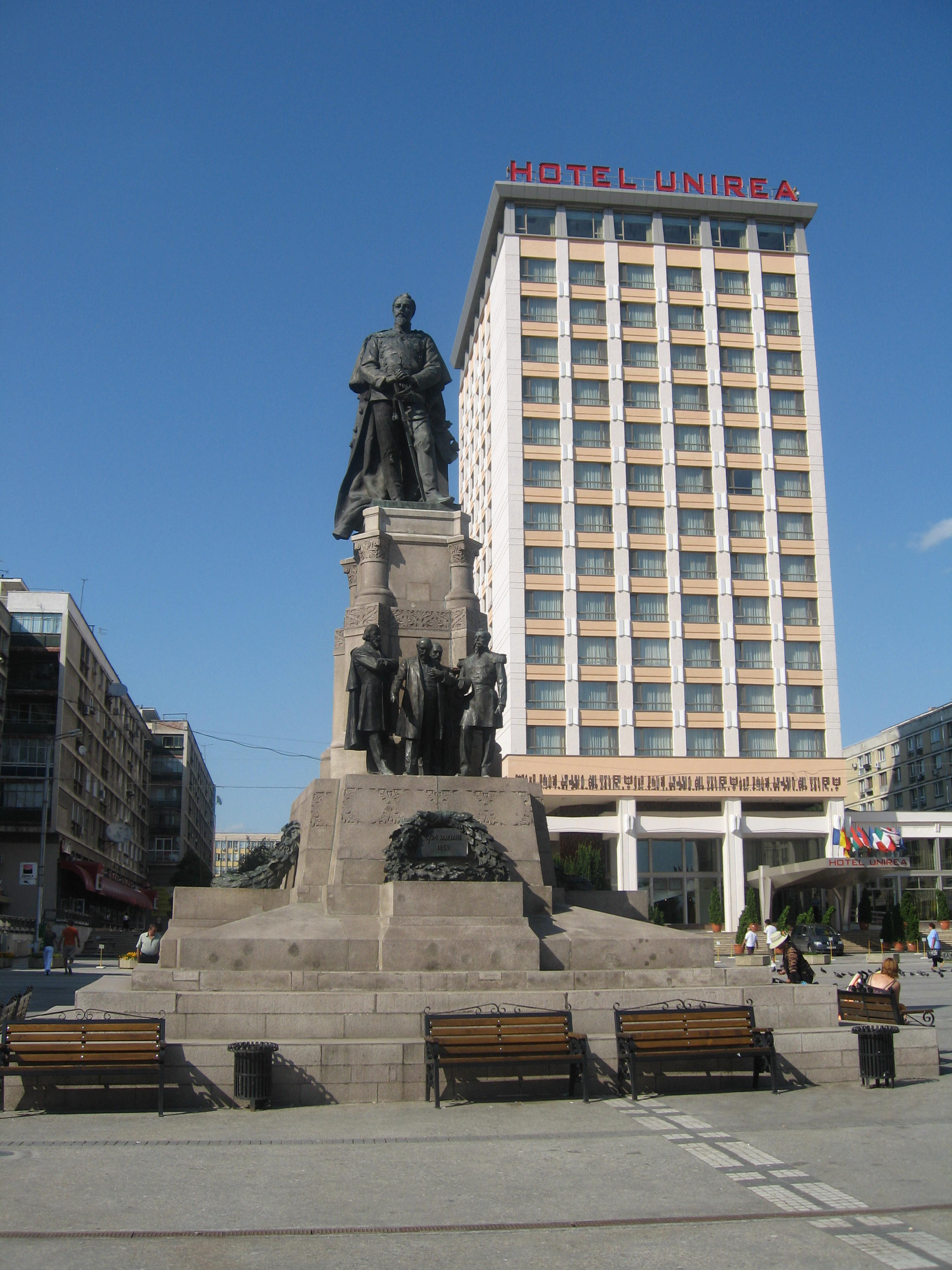
Statuia lui Cuza şi Hotelul Unirea
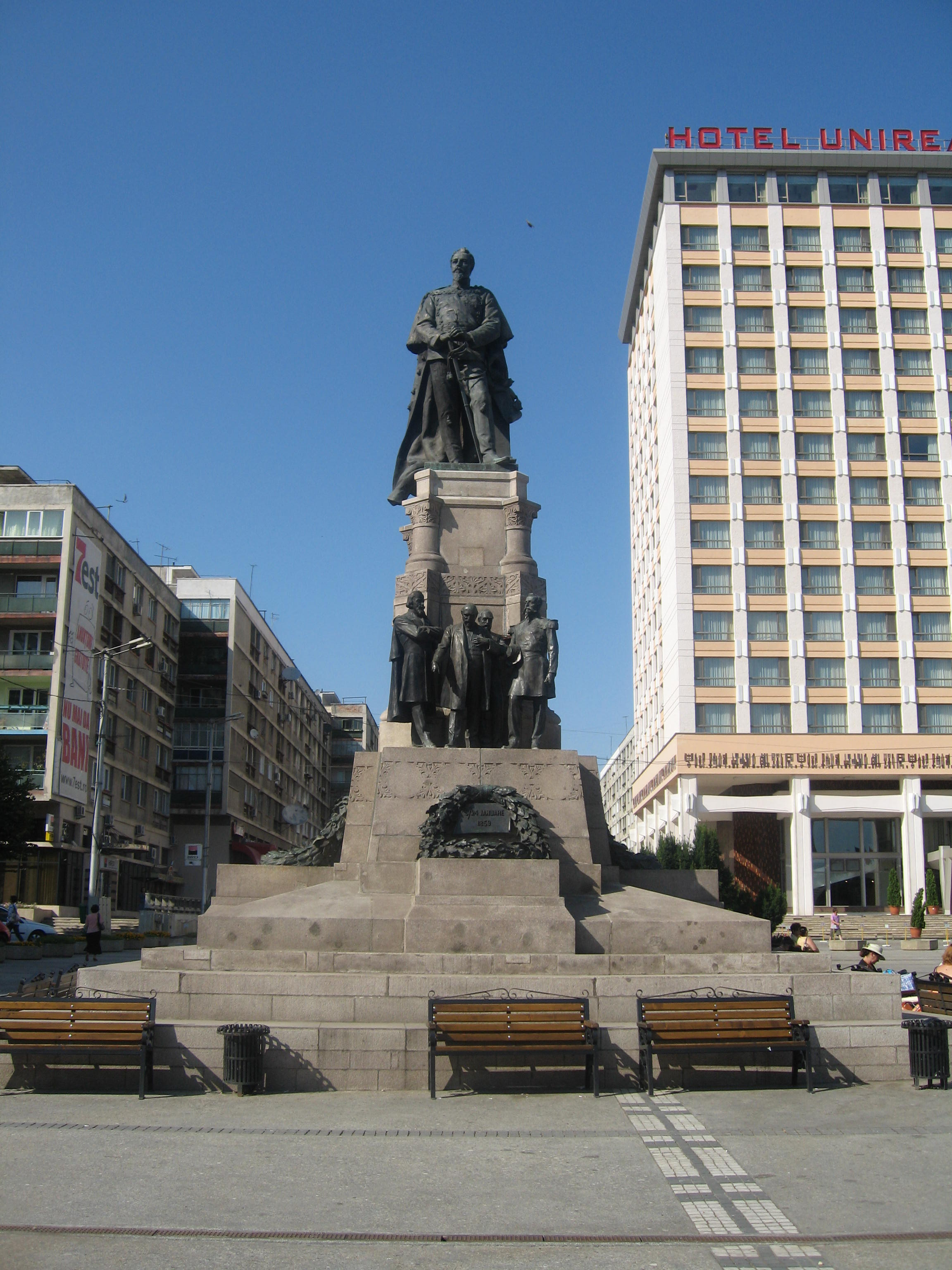
Statuia lui Cuza şi Hotelul Unirea
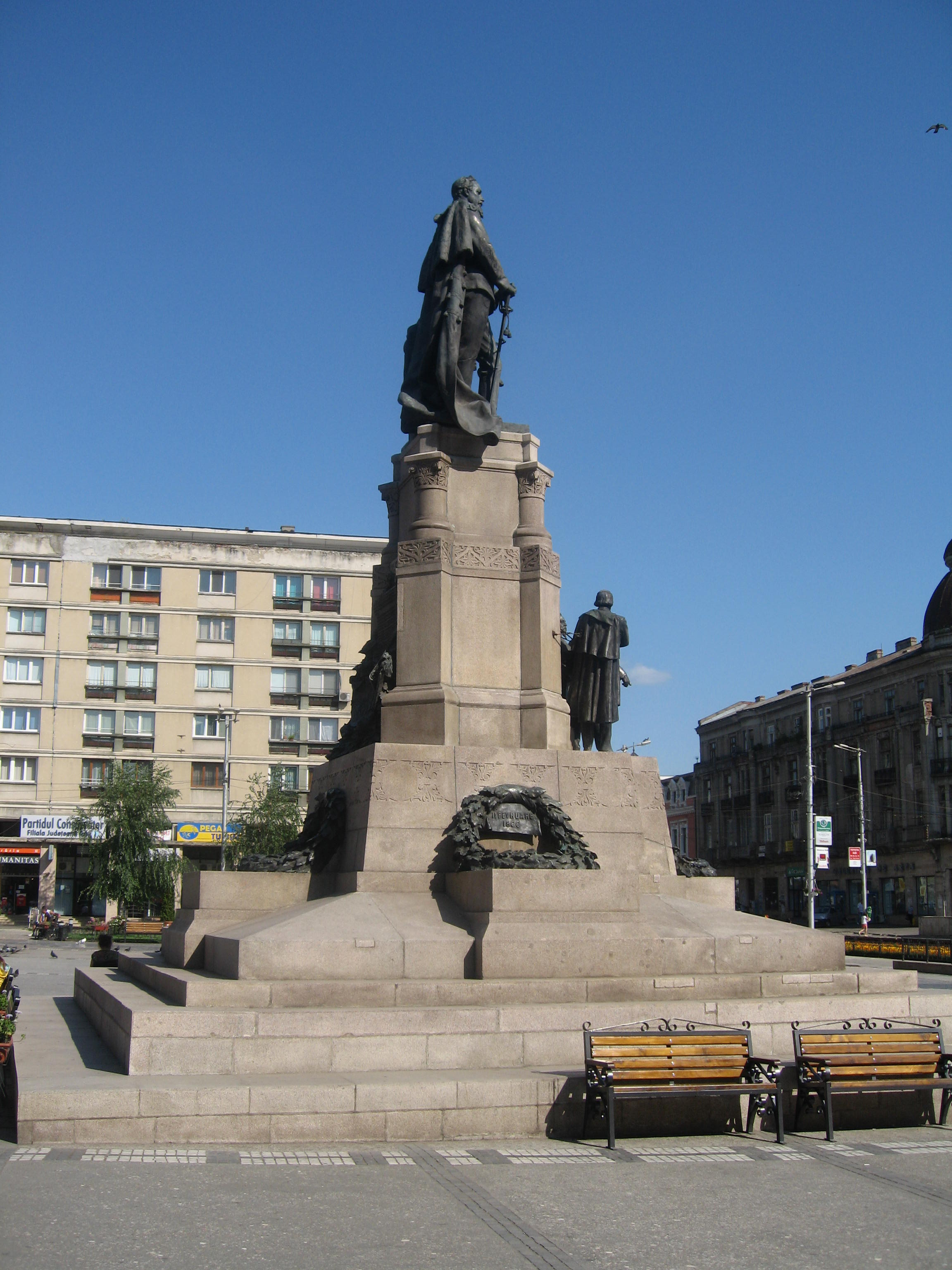
Statuia lui Cuza privită dinspre Hotelul Traian
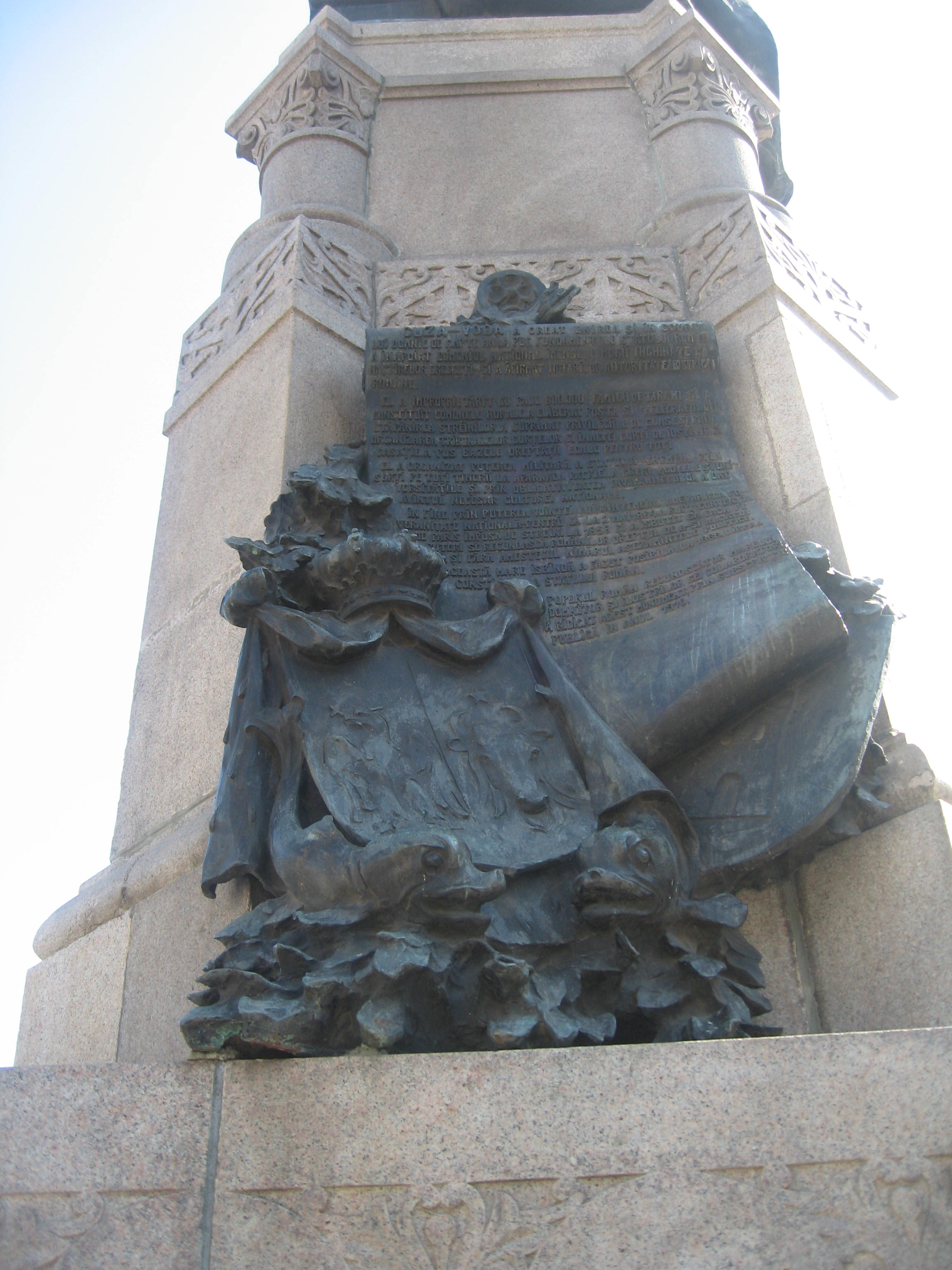
Hrisov de bronz pe partea din spate a soclului, în care sunt evocate meritele lui Cuza Vodă